# Love Addict (單曲)
《Love Addict》，日本女歌手中島美嘉的第7張單曲。2003年4月9日發行。

## 概要
- 2003年第2張單曲，與前作相隔約2個月。
- 20代的首張單曲，封面略為展現出大人的性感。
- 標題歌的主要風格是爵士樂，並由大澤伸一負責製作。
- 首張單曲的所有歌曲都由中島填詞。

## 收錄曲
（全作詞：中島美嘉）
1. Love Addict
  - 作曲・編曲：大澤伸一
  - Kanebo化妝品「KATE」廣告歌
2. Be in Silence
  - 作曲：absolute／編曲：absolute3
3. aroma [live]
  - 作曲：五島良子
4. Love Addict [Yukihiro Fukutomi Remix]
  - 編曲：福富幸宏
5. Love Addict [Instrumental]

## 資料來源
- Sony Music Online Japan : 中島美嘉 : Love Addict （页面存档备份，存于）

## 外部連結
- BARKSによるインタビュー （页面存档备份，存于）